# Мертатово
Мертатово (грч. Ξηρότοπος, Ксиротопос) је насељено место у општини Сер у периферији Средишња Македонија, Грчка. Према попису из 2021. године било је 106 становника.
Према бугарском географу и историчару, Василу Канчову, у Мертатову је 1900. године живело 500 Словена хришћана. Током Другог балканског и Првог светског рата село је настрадало и већи део мештана је избегао, тако је после рата остало 243 житеља. Двадесетих година 20. века принудно је исељено 70 Словена у Бугарску, али није било насељавања грчких избеглица. На попису из 1928. године Мертатово је имало 229 становника. Македонски историчар Тодор Симовски, 1998. године наводи да је Мертатово словенско насеље.